# Zodarion bacelarae
Zodarion bacelarae är en spindelart som beskrevs av Pekár 2003. Zodarion bacelarae ingår i släktet Zodarion och familjen Zodariidae.
Artens utbredningsområde är Portugal. Inga underarter finns listade i Catalogue of Life.